# 50 words for snow
50 words for snow is het tiende studioalbum van Kate Bush. Het was al jaren stil rond deze zangeres toen in 2011 het album Director’s cut uitkwam. Het bevatte nummers die geremixt waren dan wel opnieuw opgenomen. In datzelfde jaar verscheen 50 words for snow, de opvolger van Aerial uit 2005. Bush greep met de titel van dit album terug op het Sneeuwwoordenverhaal. Kate produceerde het album zelf en Del Palmer zat achter de knoppen. Steven W. Tayler, vroeger vaste medewerker van Rupert Hine deed ook een duit in het zakje. De muziek is typisch Kate Bush-muziek; haar stem heeft echter af en toe de indringendheid gekregen van die van Peter Hammill. Het album kwam ook uit als dubbelelpee (track 1-3, track 4-7). 

## Muziek
| Nr. | Titel                                             | Duur  |
| --- | ------------------------------------------------- | ----- |
| 1.  | Snowflake                                         | 9:48  |
| 2.  | Lake Tahoe                                        | 11:08 |
| 3.  | Misty                                             | 13:32 |
| 4.  | Wild man                                          | 7:17  |
| 5.  | Snowed in at Wheeler Street (duet met Elton John) | 8:05  |
| 6.  | 50 words for snow (spreekstem Stephen Fry)        | 8:31  |
| 7.  | Among angels                                      | 6:49  |

Wild man en Lake Tahoe verschenen op singles. Dat het Sneeuwwoordenverhaal (50 words for snow)  een mythe is, lijkt Bush zelf te bewijzen; ze moest er een aantal bij verzinnen. Kenners van het nummer 50 Ways to leave your lover van Paul Simon herkennen in 50 Words direct het slagwerkspel van Steve Gadd. 

## Musici
Snowflake
- Kate Bush – zang, piano, basgitaar
- Albert McIntosh - zang
- Steve Gadd - slagwerk
- Del Palmer - basgitaar
- Dan McIntosh - gitaar

Lake Tahoe
- Kate Bush - zang, piano
- Stefan Roberts - zang
- Michael Wood - zang
- Steve Gadd - slagwerk

Misty
- Kate Bush - zang, piano
- Dan McIntosh - gitaar
- Danny Thompson – basgitaar
- Steve Gadd - slagwerk

Wild man
- Kate Bush - zang, achtergrondzang, toetsinstrumenten
- Andy Fairweather Low - zang
- Dan McIntosh - gitaar
- John Giblin - basgitaar
- Steve Gadd - slagwerk

Snowed in at Wheeler Street
- Kate Bush - zang, piano, toetsinstrumenten
- Elton John - zang
- Dan McIntosh - gitaar
- John Giblin - basgitaar
- Steve Gadd - slagwerk

50 words for snow
- Kate Bush - zang, toetsinstrumenten
- Stephen Fry - Professor Joseph Yupik (zang)
- Dan McIntosh - gitaar
- John Giblin - basgitaar
- Steve Gadd - slagwerk

Among angels
- Kate Bush - zang, piano

## Hitlijsten
Het album verkocht overal in Europa goed met een hoogtepunt in het Verenigd Koninkrijk waar het een vijfde plaats haalde. Ook in Australië en de Verenigde Staten haalde het de albumlijsten.

### Album Top 100
| Hitnotering: 26 november 2011- 2 maart 2012 | Hitnotering: 26 november 2011- 2 maart 2012 | Hitnotering: 26 november 2011- 2 maart 2012 | Hitnotering: 26 november 2011- 2 maart 2012 | Hitnotering: 26 november 2011- 2 maart 2012 | Hitnotering: 26 november 2011- 2 maart 2012 | Hitnotering: 26 november 2011- 2 maart 2012 | Hitnotering: 26 november 2011- 2 maart 2012 | Hitnotering: 26 november 2011- 2 maart 2012 | Hitnotering: 26 november 2011- 2 maart 2012 | Hitnotering: 26 november 2011- 2 maart 2012 | Hitnotering: 26 november 2011- 2 maart 2012 | Hitnotering: 26 november 2011- 2 maart 2012 | Hitnotering: 26 november 2011- 2 maart 2012 | Hitnotering: 26 november 2011- 2 maart 2012 | Hitnotering: 26 november 2011- 2 maart 2012 |
| Week:                                       | 1                                           | 2                                           | 3                                           | 4                                           | 5                                           | 6                                           | 7                                           | 8                                           | 9                                           | 10                                          | 11                                          | 12                                          | 13                                          | 14                                          |                                             |
| ------------------------------------------- | ------------------------------------------- | ------------------------------------------- | ------------------------------------------- | ------------------------------------------- | ------------------------------------------- | ------------------------------------------- | ------------------------------------------- | ------------------------------------------- | ------------------------------------------- | ------------------------------------------- | ------------------------------------------- | ------------------------------------------- | ------------------------------------------- | ------------------------------------------- | ------------------------------------------- |
| Positie:                                    | 10                                          | 18                                          | 16                                          | 19                                          | 30                                          | 25                                          | 19                                          | 26                                          | 29                                          | 46                                          | 49                                          | 56                                          | 67                                          | 70                                          | uit                                         |

### Ultratop 50
| Hitnotering: 26 november 2011 t/m 24 februari 2012 | Hitnotering: 26 november 2011 t/m 24 februari 2012 | Hitnotering: 26 november 2011 t/m 24 februari 2012 | Hitnotering: 26 november 2011 t/m 24 februari 2012 | Hitnotering: 26 november 2011 t/m 24 februari 2012 | Hitnotering: 26 november 2011 t/m 24 februari 2012 | Hitnotering: 26 november 2011 t/m 24 februari 2012 | Hitnotering: 26 november 2011 t/m 24 februari 2012 | Hitnotering: 26 november 2011 t/m 24 februari 2012 | Hitnotering: 26 november 2011 t/m 24 februari 2012 | Hitnotering: 26 november 2011 t/m 24 februari 2012 | Hitnotering: 26 november 2011 t/m 24 februari 2012 | Hitnotering: 26 november 2011 t/m 24 februari 2012 | Hitnotering: 26 november 2011 t/m 24 februari 2012 | Hitnotering: 26 november 2011 t/m 24 februari 2012 |
| Week:                                              | 1                                                  | 2                                                  | 3                                                  | 4                                                  | 5                                                  | 6                                                  | 7                                                  | 8                                                  | 9                                                  | 10                                                 |                                                    |                                                    | 11                                                 |                                                    |
| -------------------------------------------------- | -------------------------------------------------- | -------------------------------------------------- | -------------------------------------------------- | -------------------------------------------------- | -------------------------------------------------- | -------------------------------------------------- | -------------------------------------------------- | -------------------------------------------------- | -------------------------------------------------- | -------------------------------------------------- | -------------------------------------------------- | -------------------------------------------------- | -------------------------------------------------- | -------------------------------------------------- |
| Positie:                                           | 28                                                 | 18                                                 | 38                                                 | 47                                                 | 56                                                 | 55                                                 | 63                                                 | 71                                                 | 70                                                 | 87                                                 | x                                                  | x                                                  | 96                                                 | uit                                                |